# Anelosimus biglebowski
Anelosimus biglebowski là một loài nhện trong họ Theridiidae.
Loài này thuộc chi Anelosimus. Anelosimus biglebowski được miêu tả năm 2006 bởi Agnarsson.